# Scatophila exilis
Scatophila exilis är en tvåvingeart som beskrevs av Cresson 1935. Scatophila exilis ingår i släktet Scatophila och familjen vattenflugor. Inga underarter finns listade i Catalogue of Life.